# São Cristóvão de Futebol e Regatas
Pour les articles homonymes, voir São Cristóvão.
Maillots
Le São Cristóvão de Futebol e Regatas, ou São Cristóvão est un club de football brésilien basé à Rio de Janeiro.

## Historique
- Fondation du club le 13 février 1943 par fusion du « Clube de Regatas São Cristóvão » (fondé le 12 octobre 1898) et de « São Cristóvão Atlético Clube » (fondé le 5 juillet, 1909).
- Le seul titre de gloire de São Cristóvão est d’avoir remporté le championnat de Rio en 1926.
- Ronaldo a joué dans les équipes de jeunes du club de 1991 à 1993.

## Palmarès
- Championnat de Rio (1) :
  - Champion : 1926

- Tournoi municipal de football de Rio de Janeiro (1) :
  - Vainqueur : 1943